# حل‌شونده فرار و غیرفرار
خواص کولیگاتیو خواصی بوده که فقط به تعداد ذره حل شونده غیر فرار بستگی دارد،مثل سرعت تبخیر و نقطه جوش.
مایع فرار دارای نقطه جوش کمتر از نقطه جوش حلال مربوط میباشد.حل شونده غیر فرار دارای فشار بخار ناچیز یا نقطه جوش بالاتر از نقطه جوش حلال مربوط  می باشد.(این مقایسه معمولا در آب صورت میگیرد و بیان 100 درجه به جای نقطه جوش حلال قابل پذیرش است.) با افزایش تعداد ذره حل شونده غیر فرار--»کاهش تعداد مولکول سطح--»کاهش سرعت تبخیر--»کاهش فشار بخار--»افزایش نقطه جوش و افزایش بی نظمی و کاهش نقطه انجماد
فشار بخار:به فشار ناشی از حضور مولکول های بخار آب بر بالای سطح مایع به هنگام حرارت دادن
توجه :فشار بخار با نقطه جوش رابطه عکس دارد
نکته:اثر ناخالصی غیر فرار:۱-افزایش نقطه جوش ۲-کاهش نقطه ذوب(مانند:ریختن نمک روی یخ جاده)
نکته:اثر ناخالصی فرار:۱-کاهش نقطه جوش۲-افزایش نقطه ذوب

## نمونه
- فرّار: محلول استون در آب
- غیرفرّار: محلول نمک در آب